# Campionati mondiali di pugilato dilettanti femminile 2008
I Campionati mondiali di pugilato dilettanti femminile del 2008 si sono svolti, sotto la direzione dell'AIBA, a Ningbo, Cina, dal 22 al 29 novembre. Il premio per la migliore atleta dell'edizione è stato assegnato all'irlandese Katie Taylor.

Gli incontri si sono disputati presso il Ningbo Youngor Gymnasium all'interno del Ningbo Sports Center.

## Risultati
| Ningbo 2008 | Ningbo 2008         | Ningbo 2008           | Ningbo 2008            | Ningbo 2008            |
| ----------- | ------------------- | --------------------- | ---------------------- | ---------------------- |
| Peso        |                     |                       |                        |                        |
| 46 kg       | M. C. Mary Kom      | Steluta Duta          | Jong Ok                | Josie Gabuco           |
| 48 kg       | Chen Ying           | Ourahmoune Sarah      | Alexandra Kuleshova    | Jenny Haedingz         |
| 50 kg       | Kim Hyang Ok        | Elena Savelyeva       | Chhotu Loura           | Analisa Cruz           |
| 52 kg       | Can Can Ren         | Annie Albania         | Viktoria Rudenko       | Laishram Sarita        |
| 54 kg       | Karolina Michalczuk | Nicola Adams          | Qin Zhang              | Cynthia Marella Moreno |
| 57 kg       | Jian Qin            | Usha Nagisetty        | Sofya Ochigava         | Edina Pezdany          |
| 60 kg       | Katie Taylor        | Cheng Dong            | Ayzanat Gadzhieva      | Cindy Orain            |
| 63 kg       | Gulsum Tatar        | Liubov Lopatina       | Jian Xia Ma            | Klara Svensson         |
| 66 kg       | Mary Spencer        | Vanessa Nicol Jackson | Suk Yong Ri            | Qian Wang              |
| 70 kg       | Arianne Fortin      | Yang Ting Ting        | Nurcan Carcki          | Yelena Koltsova        |
| 75 kg       | Jinzi Li            | Anna Laurell          | Anita Ducza            | Amber Konikow          |
| 80 kg       | Tang Jie Li         | Mioshia Wagoner       | Selma Yagci            | Fetti Paraschiva       |
| 86 kg       | Şemsi Yaralı        | Adriana Hosu          | Tiffanie Nichole Hearn | Li Na Zhang            |

## Medagliere
| Ningbo 2008 | Ningbo 2008    | Ningbo 2008 | Ningbo 2008 | Ningbo 2008 | Ningbo 2008 | Ningbo 2008 |
| ----------- | -------------- | ----------- | ----------- | ----------- | ----------- | ----------- |
| Pos         | Nazione        |             |             |             | Tot         |             |
| 1           | Cina           | 5           | 2           | 4           | 11          |             |
| 2           | Turchia        | 2           | 0           | 2           | 4           |             |
| 3           | Canada         | 2           | 0           | 1           | 3           |             |
| 4           | India          | 1           | 1           | 2           | 4           |             |
| 5           | Corea del Nord | 1           | 0           | 2           | 3           |             |
| 6           | Irlanda        | 1           | 0           | 0           | 1           |             |
| 6           | Polonia        | 1           | 0           | 0           | 1           |             |
| 8           | Russia         | 0           | 2           | 3           | 5           |             |
| 9           | Stati Uniti    | 0           | 2           | 2           | 4           |             |
| 10          | Romania        | 0           | 2           | 1           | 3           |             |
| 11          | Filippine      | 0           | 1           | 2           | 3           |             |
| 11          | Svezia         | 0           | 1           | 2           | 3           |             |
| 13          | Francia        | 0           | 1           | 1           | 2           |             |
| 14          | Regno Unito    | 0           | 1           | 0           | 1           |             |
| 15          | Ungheria       | 0           | 0           | 2           | 2           |             |
| 16          | Ucraina        | 0           | 0           | 1           | 1           |             |
| 16          | Kazakistan     | 0           | 0           | 1           | 1           |             |
|             | Totale         | 13          | 13          | 26          | 52          |             |